# Pandora (televíziós műsor)
A Pandora az RTL 2025-ben induló reality műsora.
A műsor kezdési időpontja, illetve a műsorvezetője homály fedi. A forgatás hamarosan elkezdődik.[forrás?]

## Története
2024. november 4-én Kolosi Péter, az RTL Magyarország tartalomért felelős vezérigazgató-helyettese a Big Picture konferencián bejelentették, hogy 2025-ben jön a Pandora. A műsort Az Árulók - Gyilkosság a kastélyban holland alkotóitól készítették.

## A műsor menete
10 ismert ember egy nagy utazásra indul. A hírességeknek mindössze egyetlen feladatuk van, méghozzá az, hogy elnyerjék a műsor fődíját úgy, hogy nem nyitják ki Pandora szelencéjét.

## Évadok
| Évad | Évad | Részek száma | Részek száma | Eredeti sugárzás | Eredeti sugárzás | Eredeti adó |
| Évad | Évad | Részek száma | Részek száma | Évadbemutató     | Évadzáró         | Eredeti adó |
| ---- | ---- | ------------ | ------------ | ---------------- | ---------------- | ----------- |
|      | 1.   | —            | —            | n. a.            | n. a.            |             |